# Aphalara sauteri
Aphalara sauteri är en insektsart som beskrevs av Burckhardt 1983. Aphalara sauteri ingår i släktet Aphalara och familjen rundbladloppor. Inga underarter finns listade i Catalogue of Life.